# Natàlia Garriga i Ibáñez
Natàlia Garriga i Ibáñez (Barcelona, 11 de maig 1969) és una política catalana, consellera de Cultura del Govern de la Generalitat de Catalunya del 26 de maig de 2021 a l'11 d'agost de 2024. Milita a Esquerra Republicana des de 2001.

## Trajectòria
Llicenciada en dret per la Universitat de Barcelona, va completar els estudis amb un postgrau de comptabilitat per a advocats a la Universitat de Barcelona i amb un mestratge en funció directiva a l'Escola d’Administració Pública de Catalunya.
El 1989 es va incorporar a la Generalitat de Catalunya, a l’Institut Català del Crèdit Agrari, dependent del Departament d’Economia. També ha exercit diversos càrrecs al Departament de Presidència i al de Cultura. Entre 2007 i 2016 fou gerent de l'Institut Català d'Empreses Culturals. Ha col·laborat com a professora de la UOC, entre 1998 i 2014.
El 19 de gener de 2016 es va incorporar com a directora de Serveis del Departament de Vicepresidència i Economia i Hisenda, dependent de Josep Maria Jové. El mateix dia Pere Aragonès seria nomenat secretari d'economia.
Des d'allà va gestionar els recursos humans del departament. També era la responsable de la gestió pressupostària, la comptabilitat, la gestió patrimonial i la contractació administrativa del departament, a més de ser la responsable dels sistemes d'informació i tecnologia en col·laboració amb el CTTI.
Fou una de les detingudes el 20 de setembre de 2017 en el marc de l'Operació Anubis, quan treballava com a directora de serveis de la Secretaria General de Vicepresidència. Seria posada en llibertat amb càrrecs l'endemà. La investigació de la Guàrdia Civil va denunciar que guardava a casa seva un document de 4 folis amb les instruccions de com havia d'actuar en cas que hi hagués un registre judicial. El cas forma part de la investigació duta a terme pel jutjat número 13 de Barcelona.
El 26 de maig de 2021 va ser nomenada consellera de Cultura de la Generalitat de Catalunya.
És sòcia d'Òmnium Cultural i de Juristes per la llengua. Al seu partit ha format part de l’Executiva de la Sectorial de Justícia i ha sigut membre de la Sectorial d’Administracions Públiques.